# دیوید اچ. آرمسترانگ
دیوید اچ. آرمسترانگ (به انگلیسی: David Hartley Armstrong) سناتور سابق عضو حزب دموکرات ایالات متحده آمریکا بود. وی در سال ۱۸۷۷ تا ۱۸۷۹ میلادی سناتور ایالت میزوری در سنای ایالات متحده آمریکا بود.